# Diocese de Amargosa

Províncias Eclesiásticas da regional CNBB Nordeste III.

A Diocese de Amargosa (Dioecesis Amargosensis) é uma Circunscrição Eclesiástica da Igreja Católica no Estado brasileiro da Bahia, fica sediada no município homônimo e atualmente seu bispo é Dom Juraci Gomes de Oliveira.
A diocese de Amargosa foi criada antes até da diocese hoje arquidiocese de Vitória da Conquista, para diminuir sua população que era de mais de um milhão de habitantes foi então criada a diocese de Vitória da Conquista.
A diocese foi criada em 10 de maio de 1941, pela Bula Apostolicum Munus do Papa Pio XII, com sede na cidade de Amargosa, compreendendo uma área geográfica que se estendia do litoral até a divisa com o Estado de Minas Gerais, tendo como Padroeira Nossa Senhora do Bom Conselho. Sua instalação canônica se deu em 15 de agosto de 1942 com a posse do seu primeiro Bispo Dom Florêncio Sisínio Vieira. Do seu território foram criadas as Dioceses de Vitória da Conquista e a de Jequié.
Atualmente tem uma extensão de 13.972 Km2 e uma população de aproximadamente 600.000 habitantes em 27 Municípios e 37 Paróquias, em áreas geográficas bem distintas: litoral, mata e semiárido.
Com a renúncia de dom Florêncio que esteve à frente da diocese de 1942 a 1969 sucedeu-lhe Dom Alair Vilar Fernandes de Melo de 1970 a 1988 quando, então, foi transferido para a Arquidiocese de Natal, tendo assumido a diocese Dom João Nilton dos Santos Souza mesmo ano. Em 2016, Dom Valdemir Ferreira dos Santos foi entronizado como sucessor de Dom João, tendo nomeado em 2021 para a Diocese de Penedo. Em 2023, foi eleito o atual bispo, Dom Juraci Gomes de Oliveira.  
A criação da diocese teve forte impacto na região pela atuação dos seus Bispos, Sacerdotes, Religiosos, Religiosas e Leigos, de modo particular na formação do clero, na estruturação de uma pastoral de conjunto, na formação das comunidades eclesiais.
A comemoração deste Jubileu teve início no ano passado em 29 de maio, por ocasião da Romaria das Comunidades ao Santuário de Nossa Senhora de Brotas, em Milagres, e abertura do Ano Missionário em todas as Paróquias.
Abrange diversas paróquias nos municípios de  Cairú, Nazaré, São Felipe, Valença, São Miguel das Matas, Taperoá, Nilo Peçanha, Aratuípe, Santa Teresinha, Ubaíra, Santo Antônio de Jesus, Amargosa, Conceição do Almeida, Castro Alves, Rafael Jambeiro, Jiquiriçá, Laje, Milagres, Mutuípe,  Varzedo, Iaçu, Presidente Tancredo Neves, Valença, Elísio Medrado, Itatim, Muniz Ferreira e Jaguaripe.

## Bispos
Bispos encarregados da diocese:
|        | Nome                            | Período     | Notas                      |
| Bispos | Bispos                          | Bispos      | Bispos                     |
| ------ | ------------------------------- | ----------- | -------------------------- |
| 5º     | Juraci Gomes de Oliveira        | 2023-       |                            |
| 4º     | Valdemir Ferreira dos Santos    | 2016 — 2021 | Nomeado bispo de Penedo    |
| 3º     | João Nilton dos Santos Souza    | 1988 — 2015 |                            |
| 2º     | Alair Vilar Fernandes de Melo † | 1970 — 1988 | Nomeado arcebispo de Natal |
| 1º     | Florêncio Sisínio Vieira †      | 1942 — 1969 |                            |